# Robert Barth (Unternehmer)
Robert Barth (* 25. Oktober 1922 in Zürich; † 29. März 2007 in Rothrist) war ein Schweizer Unternehmer und Erfinder von «Rivella».

## Leben
Während des Jura-Studiums erwarb Barth ein Rezept für eine Art Molkebier. 1951 gründete er das «Milkin-Institut Robert R. Barth» in Stäfa. Er kaufte Occasionsmaschinen, stellte sie in eine ehemalige Weinhandlung, stellte 14 Mitarbeiter an und begann 1952 mit der Produktion. Nach kurzer Zeit belieferte er Orte am Zürichsee und in der Stadt Zürich. Barth entwickelte das «Rivella» weiter und 1954 bezog er mit seiner Firma eine neue Produktionsstätte in Rothrist.
Neben seinem Engagement für das Unternehmen «Rivella» und dessen Mitarbeiter war Robert Barth bei verschiedenen Organisationen tätig. So war er von 1977 bis 1983 Mitglied und Präsident des Stiftungsrates der Schweizer Sporthilfe. Von 1979 bis 1994 präsidierte er den Verwaltungsrat der Bad Schinznach AG. Als erster Schweizer hatte er 1993/1994 das Präsidium von Rotary International inne. 2002 erhielt er das Ehrenbürgerrecht von Rothrist.
Barth war verheiratet und hatte drei Kinder. Der älteste Sohn Alexander und die Tochter Christine übernahmen 2001 das Präsidium des Verwaltungsrates der Rivella-Gruppe.